# 恋はせつなく
『恋はせつなく』は、1968年7月5日に ビクターより発売された橋幸夫の99枚目のシングル（SV-723）。

## 概要
- レコード大賞受賞曲『霧氷』の作詞家宮川哲夫と、作曲家利根一郎による楽曲で、このゴールデンコンビによる作品は5作目となる。編曲は橋のシングルやアルバムで何度も共演している寺岡真三。
- 宮川と利根は、宮川が1954年ビクターに入社してプロとなる以前から楽曲を制作している[2]が、橋への楽曲提供は1966年1月の『雨の中の二人』が最初で、この大ヒットでいきなり、橋の両恩師佐伯・吉田コンビに代わるものとして、大きな注目を浴びた。引き続き夏には『汐風の中の二人』をヒットさせ、秋に発売した『霧氷』でレコード大賞受賞し、大賞作家となった。（なお、宮川は、他の作曲家と組んでこれ以前にも楽曲を橋に提供し、ヒット賞も受賞している。）
- 大賞受賞後も、宮川と利根は橋に『夜は恋する（c/w バラ色の二人） [1967/3/15発売]』などのヒット作を提供していた。
- 橋は、本楽曲について、「利根先生ならではのメロディでいい曲」としているが、「タイトルがちょっと弱かった」と回想している[3]。
- 宮川、利根、橋による楽曲は全てヒット賞を受賞した（うち『霧氷』はレコード大賞）が、この頃から宮川の体調がすぐれず、入退院を繰り返すようになり、1974年宮川は病没、本楽曲が宮川にとって最後のヒット賞受賞曲となった[4]。また、宮川と利根による、橋への最後の楽曲提供となった。
- c/wの「夕陽に消えた恋」も作詞宮川哲夫、作曲利根一郎で、A面と同じである。

## 収録曲
1. 恋はせつなく
作詞： 宮川哲夫、作曲：利根一郎、編曲：寺岡真三
2. 夕陽に消えた恋
作詞： 宮川哲夫、作曲：利根一郎、編曲：一ノ瀬藤孝

## 収録アルバム
- CDでのベストアルバムへの収録はない
- CD-BOX『橋幸夫大全集』（1993年9月20日）の DISC-6に収録されている。